# Pere Casanellas i Bassols
Pere Casanellas i Bassols (Barcelona, Barcelonès, 1949) és un professor, traductor i erudit català, president de la Societat Catalana d'Estudis Hebraics (SCEHB) des del 2009.
Format i llicenciat en filologia semítica (hebreu i arameu) i expert en llengües i en cultura bíblica, ha exercit de catedràtic de batxillerat de llengua i literatura catalanes. Com a membre del comitè de redacció de la Bíblia Catalana Interconfessional, ha traduït els llibres de Jonàs, Cohèlet, Esdres i Nehemies dels originals en llengua hebrea i aramea. També ha estat responsable de la redacció de les Normes de llengua, d'estil i tipogràfiques per a la BCI, i de la correcció de tota la traducció, en col·laboració amb altres especialistes, sobretot Josep Ruaix i Vinyet. Ha estat el ponent i redactor de la «Proposta de transcripció de l'hebreu en textos escrits en català» publicada per l'Institut d'Estudis Catalans, en els Documents de la Secció Filològica, IV el 2003. És el codirector, juntament amb Armand Puig i Tàrrech, del «Corpus Biblicum Catalanicum», un projecte de publicació de totes les versions bíbliques catalanes des de l'època medieval fins al segle xix. Hi ha participat en els volums Bíblia del segle XIV: Èxode. Levític del 2004, i Lo Nou Testament, segons la traducció de Josep Melcior Prat de 1832, el 2008. Durant la dècada dels anys setanta va traduir dos assaigs teològics, a partir del neerlandès i del francès. I el 1999 traduï un atlas de la Bíblia del danès. A més, juntament amb Joan Ferrer Costa i Eduard Feliu i Mabres, és coautor del Diccionari Girona. Diccionari hebreu-català. Vocabulari català-hebreu.
Des de l'any 2009, en que va substiuit a Eduard Feliu i Mabres, és el president de la Societat Catalana d'Estudis Hebraics.